# Тафт, Генри Уотерс
Генри Уотерс Тафт (англ. Henry Waters Taft; 27 мая 1859, Цинциннати — 11 августа 1945, Нью-Йорк) — американский юрист, общественный деятель, сын американского государственного деятеля и дипломата Альфонсо Тафта, младший брат 27-го президента США Уильяма Говарда Тафта.

## Биография
Родился в Цинциннати (штат Огайо). В 1880 году окончил Йельский университет. Член общества «Череп и кости». Учился в Школе права Университета Цинциннати и в Школе права Колумбийского университета. В 1905 году в Йельском университете получил степень магистра.
В 1882 году начал свою адвокатскую практику в штате Огайо, затем переехал в Нью-Йорк, специализировался в антимонопольном праве.  В 1905—1907 годах был специальным помощником Генерального прокурора США Уильяма Муди.
Член совета по образованию Нью-Йорка (1896—1900), попечитель колледжа г. Нью-Йорка (1903—1905) и Нью-Йоркской публичной библиотеки (1908—1919).
Член Республиканской партии, был делегатом на партийном съезде в 1920 и 1924 годах.
Член Ассоциации адвокатов г. Нью-Йорка (вице-президент 1911—1912). Член окружной коллегии адвокатов Нью-Йорка (вице-президент 1914—1918, 1923—1930; президент 1930—1934).
Председатель консультационного совета Армии спасения в Нью-Йорке в 1920—1940 годах.